# Uliocnemis doddaria
Uliocnemis doddaria är en fjärilsart som beskrevs av Charles Oberthür 1916. Uliocnemis doddaria ingår i släktet Uliocnemis och familjen mätare. Inga underarter finns listade i Catalogue of Life.